# Pseudohadena siri
Pseudohadena siri är en fjärilsart som beskrevs av Nicolas Grigorevich Erschoff 1874. Pseudohadena siri ingår i släktet Pseudohadena och familjen nattflyn. Inga underarter finns listade.